# Esbarres
 Esbarres  là một xã ở tỉnh Côte-d’Or trong vùng Bourgogne-Franche-Comté, phía đông nước Pháp. Xã Esbarres nằm ở khu vực có độ cao trung bình 190 mét trên mực nước biển.